# Attalea

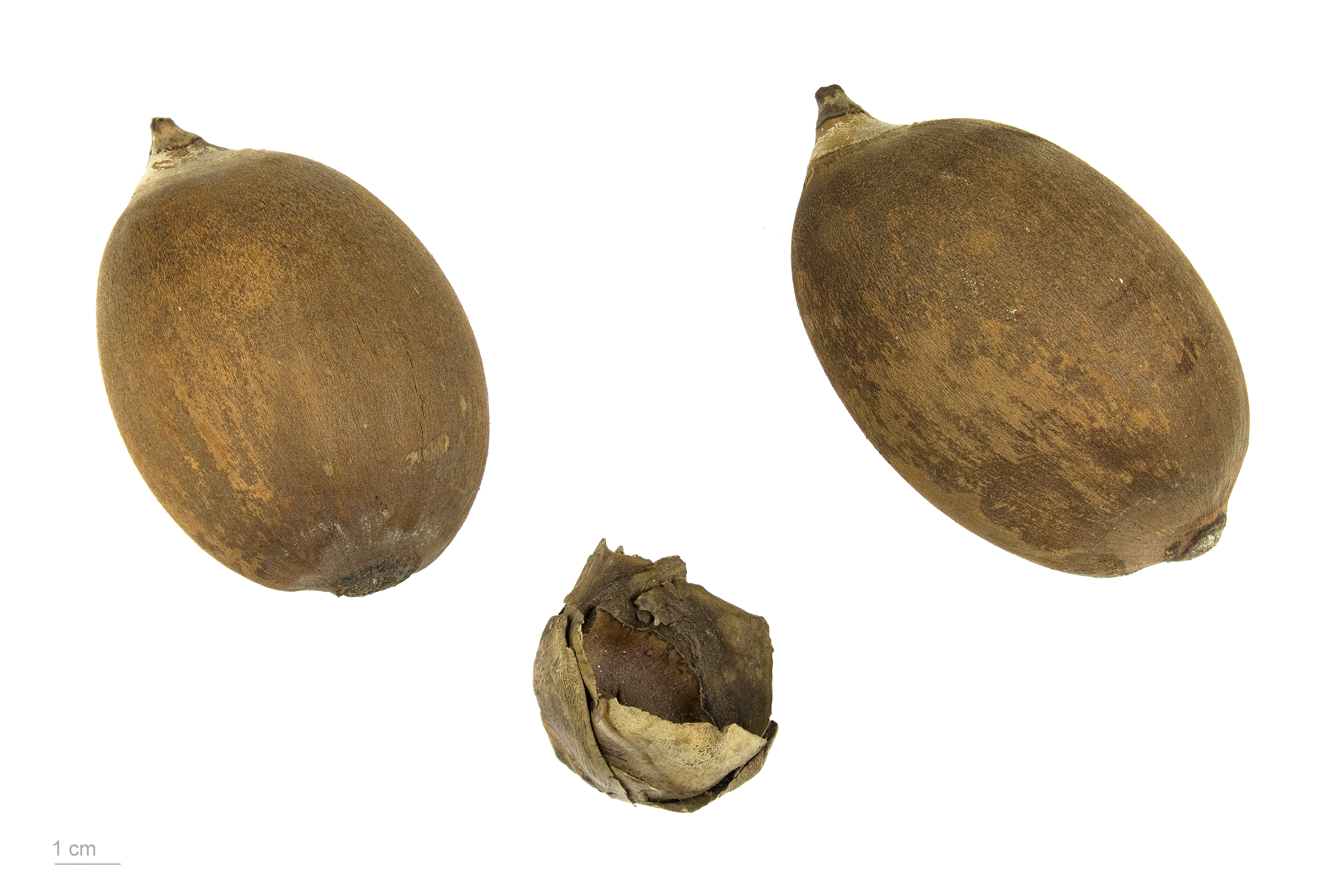
Attalea sp.

Attalea es un género de la familia de las palmeras (Arecaceae). Es originario del Caribe, Centroamérica y Suramérica.

## Descripción
Son palmas solitarias con corona formada por varias hojas grandes, pinnadas; la inflorescencia es interfoliar, con flores blancuzcas a amarillentas, masculinas con pétalos no carnosos, femeninas más grandes y de ambos sexos. Frutos ovoides con exocarpio color marrón en la madurez, mesocarpio seco y fibroso, endocarpio leñoso y semillas elípticas oleaginosas.
Scheelea princeps es considerada por varios expertos como perteneciente a este género (Attalea phalerata Mart. ex. Spreng.), aunque otros la consideran parte del género Scheelea.

## Taxonomía
El género fue descrito por Carl Sigismund Kunth  y publicado en Nova Genera et Species Plantarum (quarto ed.) 1: 309–310. 1815[1816]. La especie tipo es: Attalea amygdalina Kunth. 
Etimología
Attalea: nombre genérico que conmemora a Atalo III Filometor, rey de Pérgamo en Asia Menor, 138-133 antes de Cristo, que en el ocaso de su vida se interesó por las plantas medicinales.